# Завод за равноправност полова
Завод за равноправност полова је покрајинска установа која се налази на Булевару Михајла Пупина 6/IV у Новом Саду.

## Историјат
Завод за равноправност полова је основан 2004. године Одлуком Скупштине Аутономне Покрајине Војводине као стручно тело у циљу промовисања концепта родне равноправности и израде препорука за интеграцију родне перспективе у све политике, мере, акције и програме које Покрајинска влада доноси и спроводи. Оснивањем Завода и доношењем Декларације и Одлуке о равноправности полова заокружен је систем институционалних механизама на покрајинском нивоу и уједно је утемељен правни оквир за остваривање родне равноправности на територији Војводине у областима које су у надлежности Покрајине.
Године 2016. је Завод за равноправност полова добио награду „Анђелка Милић” за подршку развоју стварања знања из области родних студија у Србији од Секције за феминистичка истраживања и критичке студије маскулинитета Српског социолошког друштва.

## Програми и пројекти
Завод садржи истраживачке програме и пројекте у циљу стварања базе актуелних података о положају жена који би представљали основ за израду препорука за побољшање положаја жена, едукативне програме у циљу повећања нивоа знања о значају родне равноправности и потреби уграђивања родне перспективе у све друштвене сфере живота, подстицајне програме са циљем економског оснаживања жена и мушкараца и промоцију концепта родне равноправности на територији АП Војводине и пружање подршке локалним самоуправама у спровођењу политике једнаких могућности.
Међу најзначајнијим програмима и пројектима које су спровели 2005—2020. су:
- Истраживање о положају жена на селу у АП Војводини 2007—2010.
- Курс „Европска унија и родна равноправност” 2007—2013.
- Истраживање о медијском третману жена у политици „Кандидаткиње” 2008.
- Тренинзи за локалне родне механизме 2008—2013.
- Истраживање о капацитетима политичких странака у Војводини за остваривање родне равноправности 2010.
- Пројекат „Пословно повезивање жена које живе у руралним подручјима” у оквиру ИПА програма прекограничне сарадње Мађарска–Србија 2013.
- Истраживање о стању и перспективама развоја предузетништва жена у Војводини 2014.
- Истраживање о раду посланика и посланица у Скупштини АП Војводине из родне перспективе.

Међу едукативним програмима се издваја програм економског оснаживања жена „Академија вештина” који је од 2017. до 2020. године образовао сто жена и мушкараца са циљем унапређења знања из области предузетништва и започињања сопственог бизниса.
У оквиру промотивних активности се издваја манифестација Сајам стваралаштва сеоских жена у Војводини осмишљена у циљу обележавања Међународног дана сеоских жена 15. октобра и промоције сеоских жена, њихових вештина и капацитета.

## Издаваштво
Издавачка делатност Завода за равноправност полова је успостављена 2006. године. Представља једну од најзначајнијих активности установе са циљем обогаћивања и проширивања знања потребна за образовање жена и о женама у академској заједници, стручне и шире јавности, тела за родну равноправност, активиста и активисткиња у невладиним женским и другим организацијама, новинара и новинарки, просветног кадра у школама и на факултетима, запослених у институцијама и установама културе, локалне заједнице и других заинтересованих особа.
Самостално или у суиздаваштву су 2006—2023. објавили четрдесет и пет публикација у пет едиција:
- Најзначајнија едиција „Милева Марић Ајнштајн” представља и афирмише резултате истраживачких активности и препоруке неопходне за креирање нових практичних политика или иновирање афирмативних мера за одређену друштвену групу,
- Едиција „Клара Цеткин” сведочи о едукативним програмима, обухвата приручнике, брошуре и збирке радова полазника и полазница семинара и курсева и на тај начин сензибилише академску заједницу, медије и ширу јавност за вредносни концепт родне равноправности,
- Најновија едиција „Роза Луксембург” је посвећена докторским и мастер радовима на тему равноправности полова са циљем да представи и афирмише стручњаке и стручњакиње који се баве родним политикама,
- Едиција „Милена Павловић Барили” сведочи о присуству жена савременица на друштвеној и уметничкој сцени и кроз историју цивилизације,
- Едиција „Розика Швимер” обухвата студије и радове који анализирају законе, стратегије и политике родне равноправности. Прва објављена књига је „Ка закону о равноправности полова” у којој се огледа примарна улога институционалних механизама у успостављању правног оквира за доследно спровођење концепта родне равноправности.

Едиција „Животне приче жена” представља едицију Удружења грађана „Женске студије и истраживања“ која је јавности открила животе потпуно анонимних жена из Војводине, а Завод за равноправност полова је суиздавач неколико књига из ове едиције.